# Dobrada
Dobrada è un comune del Brasile nello Stato di San Paolo, parte della mesoregione di Araraquara e della microregione omonima.